# Skupina nadvojvoda Peter Ferdinand
Skupina nadvojvoda Peter Ferdinand (izvirno nemško Gruppe Erzherzog Peter Ferdinand) je bil korpus avstro-ogrske kopenske vojske, ki je bil aktiven med prvo svetovno vojno.

## Zgodovina
Korpus je deloval med aprilom 1917 in avgustom 1918, ko je bil preimenovan v 5. korpus.

## Poveljstvo
Poveljniki
- Nadvojvoda Peter Ferdinand Avstrijski: april 1917 - avgust 1918

Načelniki štaba
- Thomas Buzek: april 1917 - avgust 1918